# Isotrope antenne
Een isotrope antenne is een antenne die in alle richtingen kan zenden of ontvangen en dat zonder dat er rendementsverliezen in het signaal optreden. Een isotrope antenne is anders gezegd ideaal en verliesvrij. Ideaal wil zeggen dat de antenne in alle richtingen kan zenden en ontvangen. De door een isotrope antenne uitgezonden elektromagnetische straling verspreidt zich symmetrisch door de ruimte, door de 'ether'. Een isotrope antenne is een theoretisch begrip, het is technisch niet mogelijk om er een te maken en alleen een referentie voor antennemodellen.
- C Wolff. Isotrope antenne.